# Samuel Rutherford
Samuel Rutherford, född omkring 1600 i Nisbet, Roxburghshire, Skottland, död 30 mars (19 mars enl. g.s.) 1661 i London, var en skotsk teolog, polemiker och politisk teoretiker.

## Biografi
Samuel Rutherford studerade vid Edinburgh University, där han 1623 utnämndes till Regent of Humanity (professor i latin). 1627 blev han minister i Anwoth, Galloway, varifrån han bannlystes till Aberdeen för irrläror. När presbyterianismen återbildades 1638 fick han tjänst som Professor of Divinity vid St. Andrews, 1651 rektor för St. Mary's College där, och han var en av de skotska kommissionärerna vid Westminster Assembly. Vid restaurationen tvangs han lämna alla sina uppdrag.
Det är som författare, polemiker och politisk teoretiker som han blivit ihågkommen för eftervärlden. Presbyteriansk rätt är ett återkommande ämne som han strider för. Bland hans polemiska skrifter märks Due Right of Presbyteries (1644), Lex, Rex (1644), och Free Disputation against Pretended Liberty of Conscience.
Lex, Rex (Law Is King, eller The Law and the Prince) blev bränt på bål av traktens bödel vid restaurationen, och dess författare dömdes för högförräderi för sitt verk, men hans död föregrep lagens verkställande. Den presenterar en idé om en begränsad statsmakt och konstitutionalism, ifrågasätter monarkins naturliga rätt, och huruvida en monark regerar som Guds ställföreträdare. Lex, Rex  har utövat påverkan på politiska teoretiker som Thomas Hobbes och John Locke, och därtill moderna samhällssystem som USA. Rutherford förespråkar att lagen ska regera, i stället för att en person ska göra det, och diskuterar sådana saker som maktdelning och ger en antydan om samhällsfördraget, en tanke som ännu inte helt utvecklats.
Han har även vunnit erkännande som andlig författare av verk som till exempel Christ Dying and drawing Sinners to Himself, och hans brevsamling som blivit utgiven.